# آنتیوخوس (مجسمه‌ساز)

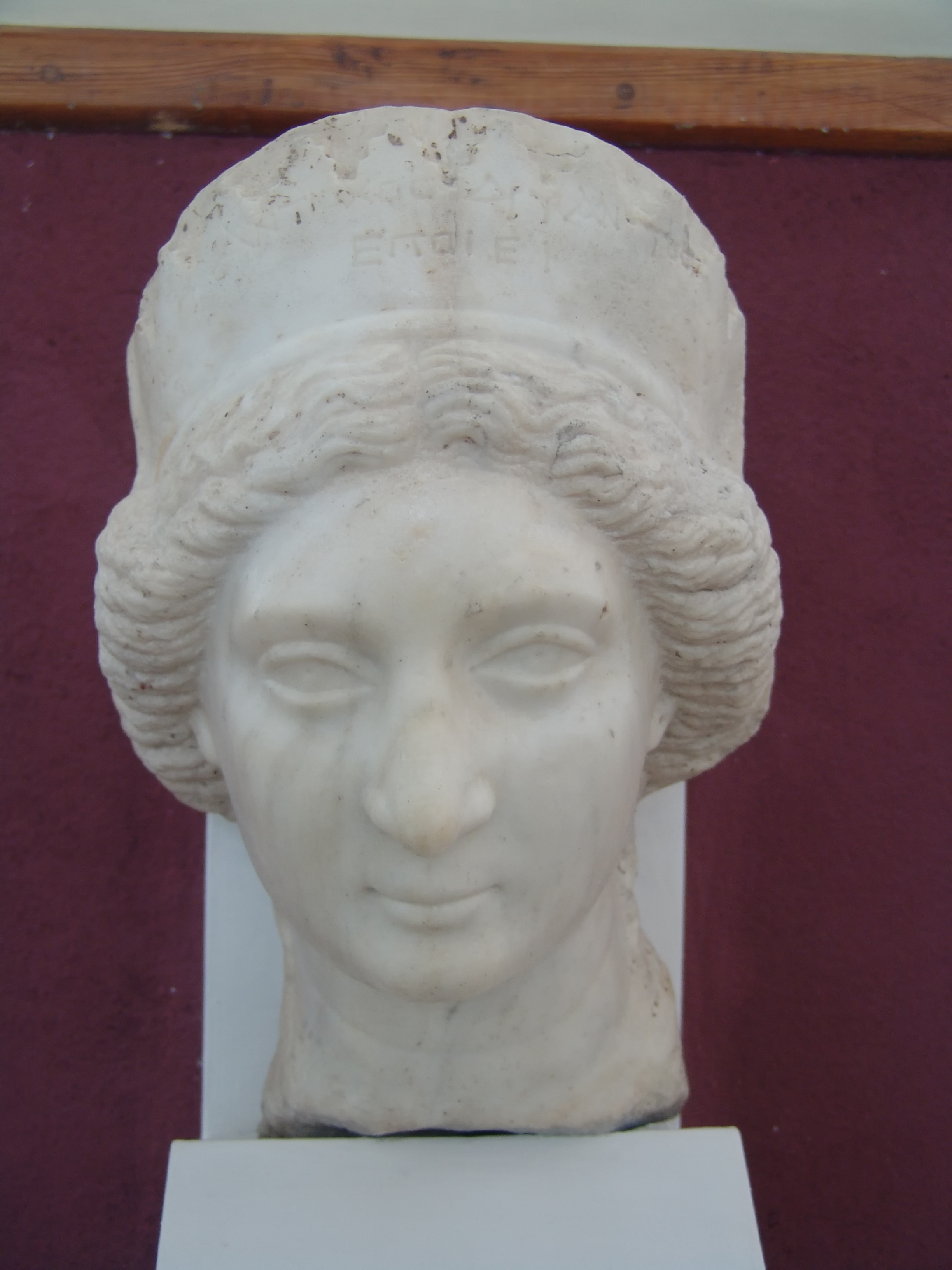
سردیس ملکه موزا - اواخر قرن اول قبل از میلاد (موزه ایران باستان)

آنتیوخوس هنرمند دوران باستان بوده‌است، شاید در پایان قرن اول یا اوایل دوم پس از مسیح زاده شد. او تنها با اثر خود سردیس ملکه موزا ملکهٔ اشکانی (۲ ق. م- ۴ م) و مادر و همسر فرهاد پنجم (فرهادک) اشکانی که در شوش بوده‌است شناخته شده‌است.